# ساشا ایلیچ (بازیکن فوتبال، زاده ۱۹۷۷)
ساشا ایلیچ (صربی: Saša Ilić؛ زادهٔ ۳۰ دسامبر ۱۹۷۷) یک بازیکن فوتبال اهل صربستان است.

## تیم ملی
وی همچنین در تیم ملی فوتبال صربستان بازی کرده است.